# Кэмпбелл, Колин, 1-й граф Аргайл
Колин Кэмпбелл (англ. Colin Campbell; ок. 1433—10 мая 1493), 1-й граф Аргайла (с 1457 года) — шотландский барон, один из лидеров борьбы за подчинение горных кланов центральной власти.
Колин Кэмпбелл был сыном Арчибальда Кэмпбелла и Элизабет Сомервиль. Его дед Дункан Кэмпбелл из Лохоу, 1-й лорд Кэмпбелл, был женат на Марджери Стюарт, дочери Роберта, герцога Олбани. Колин активно поддерживал короля Шотландии Якова II в его борьбе с крупной аристократией, за что в 1457 году был возведён в титул графа Аргайла. После смерти Якова II Колин вошел в группу «молодых лордов», поддерживающих королеву Марию Гелдернскую в её противостоянии с регентским советом.
Граф Аргайл занимал важные посты в высших органах власти Шотландии в период правления Якова III и Якова IV. В 1464 году он стал управляющим имуществом короля, вошёл в королевский совет, а в период с 1483 по 1493 годы (с небольшим перерывом) являлся канцлером Шотландии.
Именно при 1-м графе Аргайле начался рост влияния центральной власти (и рода Кэмпбеллов как её основных агентов) в гэльских регионах западной Шотландии и на Гебридских островах, до этого всецело подвластных сепаратистскому клану Макдональдов, лордов Островов. Аргайл часто вмешивался в междоусобную борьбу между горскими кланами, постепенно увеличивая свою власть в шотландском высокогорье. Колин Кэмпбелл выдал свою дочь за Ангуса Ога, сына лорда Островов и вождя воинственных горцев. В то же время Аргайл оказывал помощь и его отцу, Джону Макдональду, боровшемуся с Ангусом Огом за власть в западной Шотландии. После битвы между Макдональдами в «Кровавой бухте» в 1481 году Аргайлу удалось завладеть Дональдом Дубом, трёхлетним сыном и наследником Ангуса Ога и тем самым обеспечить себе и центральной власти временный контроль над беспокойными горцами. Через 20 лет освобождение Дональда выльется в мощное гэльское восстание.
В период Лодерского мятежа в 1482 году Аргайл возглавил группу «умеренных роялистов», ищущих компромисса между королём и восставшими баронами. Он пошёл на переговоры с герцогом Олбани, однако, узнав о его претензиях на корону Шотландии, отказался участвовать в формируемом Олбани правительстве. При поддержки Аргайла Яков III постепенно начал восстанавливать свою власть, и к середине 1483 года мятеж был подавлен, герцог Олбани бежал из страны, а часть его владений были переданы Колину Кэмпбеллу.
В 1488 году Аргайл был смещён с поста канцлера королевства из-за его сближения с наследником престола принцем Яковом. После воцарения принца Якова в качестве шотландского короля Якова IV, Кэмпбелл был восстановлен в своих должностях и до конца жизни оставался одной из ключевых фигур в королевской администрации.